# Melchie Dumornay
Melchie Dumornay, surnommée Corventina, née le 17 août 2003 à Mirebalais à Haïti, est une footballeuse internationale haïtienne évoluant au poste de milieu offensif à l'Olympique lyonnais.

## Biographie

### Carrière en club
Melchie Dumornay naît et grandit à Mirebalais à Haïti, ses parents venaient du sud (AQUIN), elle commence son histoire d’amour avec le football dans son quartier, en se confrontant pieds nus, à des garçons beaucoup plus vieux qu'elle. C'est là, qu'elle développe son esprit combatif et son tempérament de gagnante.
Après s’être développée physiquement, en 2017 elle intègre l'AS Tigresses, puis un an plus tard, à l'âge de quinze ans, elle devient la meilleure joueuse et la meilleure buteuse du Championnat d’Haïti. En novembre 2018, elle fait des essais concluants avec l'Olympique lyonnais, qui ne peut pas la recruter en raison de son âge.
Le premier tournant de sa carrière a eu lieu lors de la Coupe du monde des moins de 20 ans 2018 en France. Les Haïtiennes voient se profiler l’Allemagne pour leur troisième et dernière rencontre. Leur dernière chance de faire bonne impression. Amandine Miquel, entraîneure de la section féminine du Stade de Reims, est présente lors de ce fameux match. Sous le charme, le Stade de Reims patiente et entretient la relation avec la jeune haïtienne jusqu’à ses dix-huit ans.
« À la Coupe du monde U20, j’ai vu Melchie. Elle avait quinze ans et elle donnait beaucoup de mal aux joueuses allemandes. On s'est dit qu’on devrait suivre cette joueuse et voir ce que ça donne à ses dix-huit ans. Je n’ai jamais vu une aussi bonne joueuse. »
— Amandine Miquel, olympics.com
En 2020, elle est nommée cinquième joueuse la plus prometteuse du monde par le magazine Goal.
Le 9 septembre 2021, alors qu'elle vient de fêter ses dix-huit ans et peut enfin jouer à l'étranger, et malgré l'intérêt de plusieurs autres clubs plus prestigieux en Europe et aux États-Unis, elle s'engage avec le Stade de Reims en Division 1, où elle rejoint sa compatriote Kethna Louis.
« Je voulais commencer ma carrière en France. Je pense que la passion, le travail acharné et la détermination m’ont permis de progresser. »
— Melchie Dumornay, olympics.com
Elle est à nouveau nommée cinquième joueuse la plus prometteuse du monde par le magazine Goal pour l'année 2021. Pour son premier match avec Reims, elle réussit deux passes décisives en une mi-temps face au GPSO 92 Issy. Elle inscrit ensuite un doublé pour son deuxième match face à Bordeaux.
En 2022, elle est lauréate du prix NXGN (joueuse la plus prometteuse du monde par le magazine Goal) après deux apparitions dans le classement.
En janvier 2023, alors qu'elle est courtisée par de nombreux clubs européens et américains, elle signe pour trois ans à l'Olympique lyonnais. Elle finit cependant la saison avec Reims.
« Cela a toujours été mon rêve pour moi de porter le maillot de l’Olympique Lyonnais. Je sais que ce club peut me permettre de progresser et de conquérir  des trophées. J’ai hâte de jouer ici et d’évoluer notamment aux côtés de Wendie Renard. C’est un modèle pour beaucoup de jeunes joueuses et j’espère devenir un jour comme elle. »
— Melchie Dumornay, Olympique & Lyonnais
A l'issue de la saison 2023-2024, elle est élue meilleure jeune joueuse de la Ligue des champions.
En 2024, elle est nommée meilleure joueuse de l'année par la Concacaf.
Le 5 mai 2025, OL annonce qu'elle prolonge son contrat jusqu'en 2029.
A l'issue de la saison 2024-2025, elle est élue meilleure jeune joueuse de la Ligue des champions pour la deuxième saison consécutive.
Début août 2025, elle devient la première footballeuse haïtienne de l'histoire à être nommée parmi les 30 prétendantes au Ballon d'Or.

### Carrière internationale
Melchie Dumornay participe aux tournois de la CONCACAF avec les moins de 17 ans, puis les moins de 20 ans. Avec ces dernières, elle qualifie Haïti pour la coupe du monde de la catégorie en 2018, permettant à Haïti d'être la première nation caribéenne à participer à la compétition. Grâce à ses 14 buts inscrits lors du championnat CONCACAF des moins de 20 ans en 2020, elle remporte le soulier d'or de la compétition.
En mai 2018, elle est appelée pour la première fois en équipe d'Haïti, pour participer aux Éliminatoires de la  Gold Cup 2018. Le 13 mai 2018, elle marque son premier but en sélection, lors du match nul 2 à 2 contre la Jamaïque.
Le 21 février 2023, en inscrivant un doublé en barrages face au Chili, elle permet à son pays de se qualifier pour sa première phase finale de coupe du monde.

## Palmarès
Olympique lyonnais : 
- Vainqueure du Trophée des championnes en 2023
- Vainqueure du Championnat de France en 2024, 2025 (2)

## Distinctions personnelles
- Élue Meilleure Joueuse de la Concacaf 2023/2024
- Élue Meilleure Jeune Joueuse de la Ligue des champions en 2024, 2025 (2)
- Élue Meilleure Espoir du Championnat de France en 2023
- Trophée du Championnat de France de la joueuse du mois en Décembre 2022, Mai 2023, Octobre 2023, Mars 2025 (4)
- Nommée Prix NxGn en 2022 par Goal
- Nommée Meilleure Jeune Joueuse d'Europe  2024/2025 par The Athletic

## Contrat publicitaire

### Adidas
En novembre 2022, elle annonce sur son compte Instagram qu'elle signe avec l'équipementier Adidas. Selon son agent, Takumi Jeannin, ce contrat est de longue durée et vise à faire développer la marque de la joueuse et aider son pays.

## Statistiques
| Saison                | Club                  | Championnat           | Championnat | Championnat | Championnat | Coupe(s) nationale(s) | Coupe(s) nationale(s) | Coupe(s) nationale(s) | Supercoupe | Supercoupe | Supercoupe | Compétition(s) continentale(s) | Compétition(s) continentale(s) | Compétition(s) continentale(s) | Compétition(s) continentale(s) | Haïti | Haïti | Haïti | Total | Total | Total |
| Saison                | Club                  | Division              | M.          | B.          | P.d.        | M.                    | B.                    | P.d.                  | M.         | B.         | P.d.       | Comp.                          | M.                             | B.                             | P.d.                           | M.    | B.    | P.d.  | M.    | B.    | P.d.  |
| 2017-2018             | AS Tigresses          | Division 1            | -           | -           | -           | -                     | -                     | -                     | -          | -          | -          | -                              | -                              | -                              | -                              | 3     | 1     | 2     | 3     | 1     | 2     |
| 2018-2019             | AS Tigresses          | Division 1            | -           | -           | -           | -                     | -                     | -                     | -          | -          | -          | -                              | -                              | -                              | -                              | -     | -     | -     | 0     | 0     | 0     |
| 2019-2020             | AS Tigresses          | Division 1            | -           | -           | -           | -                     | -                     | -                     | -          | -          | -          | -                              | -                              | -                              | -                              | 5     | 3     | 2     | 5     | 3     | 2     |
| 2020-2021             | AS Tigresses          | Division 1            | -           | -           | -           | -                     | -                     | -                     | -          | -          | -          | -                              | -                              | -                              | -                              | -     | -     | -     | 0     | 0     | 0     |
| Sous-total            | Sous-total            | Sous-total            | -           | -           | -           | -                     | -                     | -                     | -          | -          | -          | -                              | -                              | -                              | -                              | 8     | 4     | 4     | 8     | 4     | 4     |
| 2021-2022             | Stade de Reims        | Division 1            | 15          | 7           | 5           | 3                     | 2                     | -                     | -          | -          | -          | -                              | -                              | -                              | -                              | 4     | 5     | 4     | 22    | 14    | 9     |
| 2022-2023             | Stade de Reims        | Division 1            | 18          | 11          | 6           | 3                     | 3                     | -                     | -          | -          | -          | -                              | -                              | -                              | -                              | 8     | 3     | 2     | 29    | 17    | 8     |
| Sous-total            | Sous-total            | Sous-total            | 33          | 18          | 11          | 6                     | 5                     | -                     | -          | -          | -          | -                              | -                              | -                              | -                              | 12    | 8     | 6     | 51    | 31    | 17    |
| 2023-2024             | Olympique lyonnais    | Division 1            | 13          | 6           | 5           | 1                     | 0                     | 0                     | 1          | 1          | 0          | WCL                            | 5                              | 2                              | 3                              | 6     | 8     | 2     | 26    | 17    | 10    |
| 2024-2025             | Olympique Lyonnais    | Division 1            | 16          | 15          | 6           | 1                     | 0                     | 0                     | 0          | 0          | 0          | WCL                            | 9                              | 6                              | 2                              | 5     | 3     | 2     | 31    | 24    | 10    |
| Total sur la carrière | Total sur la carrière | Total sur la carrière | 62          | 39          | 22          | 8                     | 5                     | -                     | 1          | 1          | 0          | -                              | 14                             | 8                              | 5                              | 31    | 23    | 14    | 116   | 76    | 41    |

### En sélection

#### Matchs internationaux
Le tableau suivant liste les rencontres de l'équipe d'Haïti dans lesquelles Melchie Dumornay a été sélectionnée depuis le 9 mai 2018 jusqu'à présent.